# Poa ferreyrae
Poa ferreyrae är en gräsart som beskrevs av Oscar Tovar. Poa ferreyrae ingår i släktet gröen, och familjen gräs. Inga underarter finns listade i Catalogue of Life.